# Robert Meeuwsen
Robert Meeuwsen (Nieuwegein, 21 de marzo de 1988) es un deportista neerlandés que compite en voleibol, en la modalidad de playa.
Participó en los Juegos Olímpicos de Río de Janeiro 2016, obteniendo la medalla de bronce en el torneo masculino (haciendo pareja con Alexander Brouwer). Ganó una medalla de oro en el Campeonato Mundial de Vóley Playa de 2013 y una medalla de bronce en el Campeonato Europeo de Vóley Playa de 2017.

## Palmarés internacional
| Juegos Olímpicos   | Juegos Olímpicos         | Juegos Olímpicos  | Juegos Olímpicos  |
| Año                | Lugar                    | Medalla           | Pareja            |
| ------------------ | ------------------------ | ----------------- | ----------------- |
| 2016               | Río de Janeiro (Brasil)  | Medalla de bronce | Alexander Brouwer |
| Campeonato Mundial |                          |                   |                   |
| Año                | Lugar                    | Medalla           | Pareja            |
| 2013               | Stare Jabłonki (Polonia) | Medalla de oro    | Alexander Brouwer |
| Campeonato Europeo |                          |                   |                   |
| Año                | Lugar                    | Medalla           | Pareja            |
| 2017               | Jūrmala (Letonia)        | Medalla de bronce | Alexander Brouwer |